# Новое Бадиково
Новое Бадиково — село в Зубово-Полянском районе Мордовии. Входит в состав Старобадиковского сельского поселения.

## География
Расположено на р. Вад, в 38 км от районного центра и железнодорожной станции Зубова Поляна.

## Этимология
Название-антропоним: от имени темниковского татарина Бауйдика.

## Население
| 2002 | 2010 | 2012 | 2013 | 2014 | 2015 | 2016 |
| ---- | ---- | ---- | ---- | ---- | ---- | ---- |
| 634  | ↘533 | ↘516 | ↘505 | ↘496 | ↘455 | ↘435 |
| 2017 | 2018 | 2019 |      |      |      |      |
| ↘423 | ↘413 | ↘404 |      |      |      |      |

## История
Основано в 17 в. В «Списке населённых мест Тамбовской губернии» (1866) Новое Бадиково — село казённое из 90 дворов (675 чел.) Спасского уезда. В 1930 году был создан колхоз «Маяк», с 1997 г. — СХПК. В современном селе — средняя школа, библиотека, клуб, отделение связи; памятник воинам, погибшим в годы Великой Отечественной войны; Успенская церковь (1889; 1500 прихожан).

## Источник
- Энциклопедия Мордовия, О. Е. Поляков.